# Юрий Захарьевич Кошкин
Ю́рий Заха́рьевич Ко́шкин (умер 1504) — русский военный и государственный деятель, московский воевода, боярин с 1493 года, сын боярина Захария Ивановича Кошкина, правнук боярина Федора Кошки, дед Никиты Романовича и царицы Анастасии. Имел братьев Якова и Василия Ляцкого.

## Биография
В марте 1471 года Юрий Захарьевич Кошкин был волостителем в двинских волостях  Кегроле и Чакале. В октябре 1479 года во время поездки великого князя московского Ивана III Васильевича в Великий Новгород был назван первым из детей боярских, сопровождавших великого князя. В октябре 1483 года участвовал в разъезде земель великого князя и его младшего брата, удельного князя Бориса Васильевича Волоцкого.
В 1485 году воевода Юрий Захарьевич участвовал в походе русской рати на Казань против хана Ильхама. С 1487 по весну 1489 года — наместник в Великом Новгороде. В 1488 году, будучи наместником Новгорода, Юрий Захарьевич Кошкин боролся с ересью жидовствующих в городе. Осенью 1490 года был послан для участия в соборе на новгородских «еретиков». В 1492/1493 году Юрий Захарьевич Кошкин был отправлен вместе с князем Даниилом Васильевичем Щеней-Патрикеевым сопровождать княжича Василия, получившего во владение Тверское княжество.
В 1498 году Юрий Захарьевич Кошкин упомянут в Хронографическом боярском списке. В августе 1499 года должен был возглавить полк правой руки в походе русской армии на Казанское ханство.
В 1500 году боярин Юрий Захарьевич Кошкин предводительствовал московской ратью в походе на Великое княжество Литовское и взял Дорогобуж. Великий князь литовский Александр Казимирович Ягеллон выслал против русских под Дорогобуж сильное войско под предводительством великого гетмана литовского, князя Константина Ивановича Острожского. Великий князь московский Иван III Васильевич послал в помощь Юрию Кошкину князя Даниила Васильевича Щеню-Патрикеева с тверской ратью, назначив его первым воеводой в большом полку, то есть главнокомандующим, а боярин Юрий Захарьевич Кошкин был переведен в сторожевой полк. Это оскорбило Кошкина, и тут он явил древнейший пример местнического спора, разбирать который пришлось самому великому князю. Затем Юрий Захарьевич участвовал в сражении на реке Ведроше, в которой литовское войско князя Константина Острожского потерпело поражение.
В 1501 году боярин Юрий Захарьевич Кошкин присутствовал на приёме литовских и венгерских послов.
Скончался в 1504 году.

## Семья
Юрий Захарьевич Кошкин был женат на Ирине, дочери Ивана Борисовича Тучко-Морозова (о её захоронении см.), от брака с которой имел дочь и шесть сыновей, которые писались, в отличие от своих двоюродных братьев, детей Якова Захарьевича, Кошкиных-Захарьиных, Кошкиными-Захарьиными-Юрьевыми и Захарьиными-Юрьевыми.
Дети:
1. Михаил Юрьевич Захарьин-Юрьев (ум. 1538), окольничий, боярин и воевода;
2. Иван Юрьевич Захарьин-Юрьев (ум. 1503);
3. Роман Юрьевич Захарьин-Юрьев (ум. 1543), окольничий и воевода;
4. Григорий-Гурий Юрьевич Захарьин-Юрьев (ум. 1557/1558), боярин и воевода.
5. Семён Юрьевич Юрьев-Захарьин.
6. Василий Юрьевич Захарьин-Юрьев (ум. 1498).
7. Феодосия Юрьевна Юрьева-Захарьина.

Надгробие Ирины — самое раннее из сохранившихся надгробий собора Новодевичьего монастыря (1553)